# American (dopływ Sacramento)
American (ang. American River) – rzeka w Stanach Zjednoczonych, w stanie Kalifornia, na terenie hrabstw Sacramento, Placer i El Dorado, dopływ rzeki Sacramento. Długość rzeki wynosi 48 km (193 km wraz ze źródłową rzeką North Fork American), a powierzchnia dorzecza około 5600 km².
Rzeka wypływa ze sztucznego jeziora Folsom, na wysokości 140 m n.p.m., gdzie zbiegają się rzeki North Fork American i South Fork American, źródła których znajdują się w paśmie górskim Sierra Nevada. Rzeka płynie w kierunku południowo-zachodnim, niemal w całości w obrębie aglomeracji Sacramento. Tam też uchodzi do rzeki Sacramento.